# José Martínez
José Martínez – wenezuelski zapaśnik walczący w obu stylach. Brązowy medal na mistrzostwach panamerykańskich w 1990. Trzy razy na podium igrzysk Ameryki Środkowej i Karaibów, srebrny medalista w 1990. Dwukrotny medalista igrzysk boliwaryjskich, złoto w 1989. Drugi na mistrzostwach Ameryki Centralnej w 1990 roku.